# Volcà d'Izalco
El Volcà d'Izalco és el més jove dels volcans del Salvador i un dels més joves del continent americà. D'acord amb la versió popular es va originar l'any de 1770, quan un orifici a la falda del Volcà de Santa Anna va començar a emetre gasos i cendres. No obstant això, l'historiador Jorge Lardé y Larín indica que els seus orígens es remunten al 19 de març del 1722 quan es va formar «un nou cràter per on vomitar foc, lava i cendres», el qual va fer una important erupció el 1745.
Durant 196 anys el volcà es mantengué en erupció gairebé sense parar, tant, que l'erupció es veia fins a l'oceà, això va fer que es conegués amb el sobrenom de Far del Pacífic. La seva activitat era tal que es va formar un con de 650 metres sobre la plana veïnal (1.952 m), amb un cràter de 250 metres de diàmetre. La seva última erupció va ser l'any de 1966, i des d'aleshores s'ha notat una disminució gradual en activitat i temperatura de les seves fumaroles.